# 鹿嶌洋起市
鹿嶌洋起市（日语：／ Kashimanada Kiichi；1914年6月27日—1947年5月5日），本名久起一（日语：／ Kyū Kiichi），日本前相撲選手，茨城縣東茨城郡大洗町人。

## 來歷
日治时期台湾台南州南門尋常小學校（今永福國小）畢業後， 1930年移居東京，就讀浪速商業學校（现大阪體育大學浪商中學校、高等學校），並於1930年5月場所首次登上土俵。1937年1月場所晉升為十兩， 1938年5月場所晉升幕內，成为栃木山守矢也建立的春日野部屋的第一位幕内力士。在這個新入幕的場所取得了12勝1負的優良戰績，勝負差11場是新入幕力士的最好成績紀錄。